# Pierluigi Magni
Pierluigi Magni (Bergamo, 21 giugno 1947 – Bergamo, 23 maggio 2007) è stato un arbitro di calcio italiano.

## Biografia
Appartenente alla Sezione AIA di Bergamo, debutta nella massima serie piuttosto giovane, nel 1979.
Nel 1988 viene promosso al rango di arbitro internazionale, prendendo il posto di Paolo Bergamo e su proposta dell'allora designatore Cesare Gussoni.
Arbitro solido e robusto, ha diretto in tutto 107 partite di serie A, prima di venire dismesso, su richiesta, nel 1991, l'anno conclusivo anche della propria carriera internazionale.
Tra le gare dirette si annoverano due derby di Milano, mentre nel 1989, durante un Roma-Napoli è protagonista di una prestazione molto discussa e criticata dallo stesso designatore Gussoni, a causa della mancata capacità di stroncare il gioco duro: la FIGC, a causa di quella partita, chiede la revoca della qualifica di internazionale per Magni, e solo l'intervento del rappresentante degli arbitri in attività, Luigi Agnolin, scongiura tale provvedimento (il fischietto bergamasco sarebbe stato sospeso "solo" per 57 giorni).
All'estero lo si ricorda soprattutto per aver svolto le funzioni di guardalinee in occasione di alcune importanti competizioni europee e mondiali, e più precisamente: nel 1985 assiste Paolo Casarin durante la finale di Coppa delle Coppe Everton-Rapid Vienna; nel 1988 è nella terna di Paolo Casarin in vista del Campionato europeo di calcio in Germania Ovest, mentre nel 1990 si esibisce come guardalinee ai Mondiali di calcio in Italia (assiste l'ecuadoriano Jacome Guerrero in Spagna-Corea del Sud).
Muore nel 2007 a seguito di un tumore al pancreas.